# Peter Frischknecht
Peter Frischknecht (Uster, 12 maart 1946) is een voormalig  Zwitsers veldrijder.
Hij is de vader van Thomas Frischknecht.
Gedurende zijn hele carrière stond hij in de schaduw van zijn landgenoot en vijfvoudig wereldkampioen Albert Zweifel. Op deze WK's was hij zelf ook vaak zeer verdienstelijk. Zo werd hij in 1974 en 1975 telkens 3de. De 3 daaropvolgende jaren werd hij telkens vice-wereldkampioen achter Zweifel.

## Overwinningen
1966/1967
- Cross Magstadt

1968/1969
- Cross Ruien

1970/1971
- Cross Wetzikon

1972/1973
- Cross Steinmaur

1973/1974
- Cross Santander
- Cross Irura
- Zwitsers kampioenschap veldrijden

1974/1975
- Cross Wetzikon

1976/1977
- Cross Wetzikon

1977/1978
- Zwitsers kampioenschap veldrijden
- Cross Solbiate Olona

1978/1979
- Cross Solbiate Olona

1979/1980
- Cross Steinmaur
- Cross Lausen

1981/1982
- Cross Steinmaur
- Cross Solbiate Olona